# Имаиси, Хироюки
Хироюки Имаиси (яп. 今石 洋之 Имаиси Хироюки, 4 октября 1971) — японский аниматор, режиссёр и сценарист аниме. Его работы обычно динамичны, с развёрнутым и энергичным повествованием. После ухода из Gainax совместно с Масахико Оцукой основал студию Trigger.

## Ранняя карьера
Имаиси начал свою карьеру в студии Gainax в 1995 году, где работал над Neon Genesis Evangelion. Он также принимал участие в создании FLCL, Diebuster, Oval X Over, Paradise Kiss и Kare Kano.

## Режиссёрская работа
Первая режиссёрская работа Имаиси — аниме Dead Leaves студии Production I.G. Его следующее аниме, Tengen Toppa Gurren Lagann, было награждено на японском фестивале медиаискусств в 2007 году, а сам Имаиси получил награду на 12 фестивале Animation Kobe. В 2008 на Tokyo International Anime Fair «Гуррен-Лаганн» получил сразу два приза — «лучший сериал» и «лучший дизайн персонажей». В 2010 Имаиси был режиссёром Panty & Stocking with Garterbelt. Стиль Gurren Lagann и Panty & Stocking — своеобразная дань аниматору Ёсинори Канаде, работы которого имели большое влияние на Имаиси. В 2011 году Имаиси совместно с Масахико Оцукой и некоторыми другими работниками студии покинул Gainax и основал студию Trigger, где работал над аниме Kill la Kill. В 2022 году состоялась премьера режиссируемого Имаиси аниме «Киберпанк: Бегущие по краю».

## Работы

### Режиссёр
- Dead Leaves (режиссура, дизайн персонажей)
- Re: Cutie Honey (режиссура, 1-й эпизод)
- «Гуррен-Лаганн» (режиссура)
- Panty & Stocking with Garterbelt (режиссура)
- Kill la Kill (режиссура)
- Japan Animator Expo (режиссура; «Sex & Violence with Machspeed»)
- Space Patrol Luluco (режиссура)
- «Промар» (режиссура)
- «Киберпанк: Бегущие по краю» (режиссура)

### Прочее
- «Евангелион» (аниматор ключевых кадров)
- FLCL (анимация)
- Black Rock Shooter (режиссёр анимации в битвах)
- Inferno Cop (руководитель)
- Ninja Slayer (дизайн персонажей)